# القارة (بني مطر)

تعديل مصدري - تعديل

القارة هي إحدى قرى عزلة الثلث بمديرية بني مطر التابعة لمحافظة صنعاء، بلغ تعداد سكانها 150 نسمة حسب تعداد اليمن لعام 2004.